# Monte Vidon Combatte
Monte Vidon Combatte es una localidad y comune italiana de la provincia de Fermo, región de las Marcas, con 484 habitantes.

## Evolución demográfica
| Gráfica de evolución demográfica de Monte Vidon Combatte entre 1861 y 2001 |
|                                                                            |
| Fuente ISTAT - elaboración gráfica de Wikipedia                            |